# Médaille du tourisme
La médaille du tourisme, en France, a été créée par le décret no 89-693 de 1989. Elle est destinée à récompenser les personnes qui, par leur contribution bénévole ou leur valeur professionnelle, ainsi que par la durée et la qualité des services rendus, ont effectivement contribué au développement du tourisme et des activités qui s'y rattachent (loisirs culturels, établissements d'hébergement, structures touristiques, établissements culturels, établissements gastronomiques, développement économique et culturel des territoires, préservation du patrimoine, etc.).

## Historique
De 1949 à 1963 a existé l'Ordre du Mérite touristique qui avait pour vocation à récompenser les personnes ayant rendu d'éminents services à la cause du tourisme et contribué à son développement tant en France qu'à l'étranger. Il a été remplacé par l'Ordre national du Mérite créé en 1963 et qui se substitua alors à plusieurs ordres ministériels. 

## Description
Cette décoration comporte trois niveaux et ne peut être attribuée qu'aux personnes âgées de 30 ans ou plus :
- la médaille de bronze est attribuée après au minimum 8 ans de services rendus à la cause du tourisme ;
- la médaille d'argent est attribuée au minimum 5 ans après la médaille de bronze ;
- la médaille d'or est attribuée au minimum 5 ans après la médaille d'argent, sauf titres exceptionnels dûment justifiés.

La médaille du tourisme peut toutefois être décernée sans condition d'ancienneté à l'un quelconque des trois échelons pour des services exceptionnels rendus dans le domaine du tourisme. Elle peut par ailleurs être décernée aux personnes tuées ou blessées dans l'exercice de leurs fonctions, liées au domaine du tourisme (échelon or).
Le contingent annuel de médailles du tourisme est fixé à 60 médailles d'or, 200 médailles d'argent et 500 médailles de bronze, pour les personnes résidant en France.
Les nominations sont établies chaque année, au 1er janvier et au 14 juillet, par arrêtés du ministre chargé du tourisme et sont publiées au Bulletin officiel des décorations, médailles et récompenses (BODMR). Entre ces promotions peuvent intervenir des promotions exceptionnelles à l'occasion d'événements importants concernant le tourisme ou de manifestations de même nature présidées par un membre du Gouvernement.
L'insigne de la médaille du tourisme est une médaille ronde, au module de 36 mm, en bronze, bronze argenté ou doré, suivant le grade. A l'avers, elle représente une République debout, coiffée du bonnet phrygien, faisant un geste d'accueil. Elle se détache sur une carte de France. Sous ses pieds, en relief et en demi-cercle, "République française".
Au revers figure, entre deux branches d'olivier, un cartouche où est gravé le nom du titulaire.
Le ruban, d'une largeur de 36 mm, est bleu azur bordé, de chaque côté, de deux étroites bandes, d'une largeur de 2 mm chacune, la bande verte touchant le bleu et la bande rouge foncé étant en bordure.
Le ruban de la médaille d'argent porte au centre du ruban un filet blanc de 1,5 mm. Ce même filet, semblablement placé, est jaune or pour la médaille d'or.
| Bronze | Argent | Or |
| ------ | ------ | -- |
|        |        |    |
|        |        |    |

La médaille du tourisme est remise au récipiendaire « Au nom du Ministre du Tourisme ».